# Alayocimex
Alayocimex is een geslacht van wantsen uit de familie van de Cimicidae (Bedwantsen). Het geslacht werd voor het eerst wetenschappelijk beschreven door Hernández & Cruz in 1994.

## Soorten
Het genus bevat de volgende soort:

- Alayocimex tachornis Hernández Triana & de la Cruz, 1994